# Sanfang (sockenhuvudort i Kina, Jiangxi Sheng, lat 26,87, long 115,41)
Sanfang är en sockenhuvudort i Kina. Den ligger i provinsen Jiangxi, i den sydöstra delen av landet, omkring 210 kilometer söder om provinshuvudstaden Nanchang. Antalet invånare är 5 560. Befolkningen består av 2 642 kvinnor och 2 918 män. Barn under 15 år utgör 19,0 %, vuxna 15-64 år 72 %, och äldre över 65 år 8,0 %.
Runt Sanfang är det ganska tätbefolkat, med 134 invånare per kvadratkilometer. Närmaste större samhälle är Baisha, 9,8 km norr om Sanfang. I omgivningarna runt Sanfang växer i huvudsak blandskog.
Genomsnittlig årsnederbörd är 1 988 millimeter. Den regnigaste månaden är maj, med i genomsnitt 312 mm nederbörd, och den torraste är oktober, med 25 mm nederbörd.